# Manjakandriana
Manjakandriana – miasto w środkowym Madagaskarze, w prowincji Antananarywa. Według szacunków na 2008 rok liczy 33 174 mieszkańców.